# Línea 49 (Media Distancia)
La línea 49 de Media Distancia es un servicio regional de ferrocarril convencional. Conocida como Valencia - Teruel - Zaragoza, es una de las 7 líneas de media distancia de la Comunidad Valenciana, así como una de las 7 líneas de media distancia de Aragón; explotada por Renfe Operadora. Anteriormente era denominada como línea L6.

## Detalle de la línea
| Número | Tipo de Servicio | Tipo de tren | Trayecto                     | Estaciones |
| ------ | ---------------- | ------------ | ---------------------------- | --- |
| 49     | MD Regional      | 594 599      | Valencia - Teruel - Zaragoza | Valencia-Estación del Norte · Valencia-Cabañal · Sagunto · Segorbe-Ciudad · Jérica-Viver · Caudiel · Barracas · Rubielos de Mora · Mora de Rubielos · Sarrión · Puebla de Valverde · Puerto Escandón · Teruel · Cella · Santa Eulalia del Campo · Villafranca del Campo · Monreal del Campo · Torrijo del Campo · Caminreal-Fuentes Claras · Calamocha-Nueva · Navarrete · Lechago · Cuencabuena · Ferreruela · Villahermosa · Badules · Villadoz · Villarreal de Huerva · Encinacorba · Cariñena · Longares · Arañales de Muel · María de Huerva · Zaragoza-Delicias · Zaragoza-Portillo · Zaragoza-Goya · Zaragoza-Miraflores |

## Servicios
Dispone de 3 trenes MD por sentido y día. Uno al día procede de/tiene como destino Huesca. Otro tren tiene como destino Cartagena y de lunes a viernes procede de dicha ciudad (el sábado procede de Murcia).
Además, un tren regional realiza un trayecto diario desde Teruel a Zaragoza y, en el sentido contrario, un trayecto diario desde Zaragoza a Teruel (con origen en Huesca).

## Horarios
La duración aproximada del trayecto es de 2 horas y 40 minutos entre Valencia y Teruel, y algo más de 5 horas entre Valencia y Zaragoza.
Los horarios en las estaciones principales son los siguientes:

### Valencia Estación del Norte-Zaragoza Miraflores
| Valencia-Estación del Norte | Sagunto | Segorbe | Mora de Rubielos | Teruel | Calamocha-Nueva | Cariñena | Zaragoza-Delicias | Zaragoza-Miraflores | Observaciones                           |
| --------------------------- | ------- | ------- | ---------------- | ------ | --------------- | -------- | ----------------- | ------------------- | --------------------------------------- |
| ·                           | ·       | ·       | ·                | 6:40   | 7:27            | 8:17     | 9:01              | 9:16                |                                         |
| 9:35                        | 10:05   | 10:33   | 11:26            | 12:15  | 13:04           | 13:55    | 14:32             | 14:42               | Continúa a Huesca (15:28)               |
| 11:57                       | 12:33   | 13:04   | 13:59            | 14:51  | 15:35           | 16:25    | 17:02             | 17:10               | Procede de Cartagena (L-V) / Murcia (S) |
| 16:22                       | 16:54   | 17:21   | 18:10            | 18:50  | 19:39           | 20:41    | 21:19             | 21:28               |                                         |

### Zaragoza Miraflores-Valencia Estación del Norte
| Zaragoza-Miraflores | Zaragoza-Delicias | Cariñena | Calamocha-Nueva | Teruel | Mora de Rubielos | Segorbe | Sagunto | Valencia-Estación del Norte | Observaciones             |
| ------------------- | ----------------- | -------- | --------------- | ------ | ---------------- | ------- | ------- | --------------------------- | ------------------------- |
| 08:04               | 08:15             | 08:59    | 09:59           | 10:49  | 11:32            | 12:20   | 12:55   | 13:34                       |                           |
| 11:05               | 11:20             | 12:01    | 12:50           | 13:37  | 14:23            | 15:11   | 15:43   | 16:18                       | Continúa a Cartagena      |
| 16:58               | 17:25             | 18:13    | 19:10           | 20:00  | 20:42            | 21:32   | 22:03   | 22:37                       | Procede de Huesca (16:02) |
| 19:37               | 19:48             | 20:36    | 21:32           | 22:21  | ·                | ·       | ·       | ·                           | Procede de Huesca (18:38) |

Nota importante: Debido a obras en la vía y la implantación de un transporte alternativo por carretera, los horarios detallados en las tablas han sufrido cambios (ver documento anexo).